# Scaramouche (film 1952)
Scaramouche – amerykański film płaszcza i szpady z 1952 roku w reżyserii George’a Sidneya na podstawie powieści autorstwa Rafaela Sabatiniego pod tym samym tytułem.
Premiera filmu miała miejsce 27 czerwca 1952 roku w Stanach Zjednoczonych.

## Opis fabuły
We Francji pod koniec panowania Ludwika XVI, królowa Maria Antonina prosi swojego aroganckiego kuzyna – markiza de Maynesa, znanego z mistrzowskich umiejętności szermierczych i brutalnego traktowania oponentów, o odkrycie tożsamości „Marcusa Brutusa”, niebezpiecznego pamflecisty wzbudzającego nienawiść do arystokracji. Naciska również na de Maynesa, aby się ożenił, aby zachować swoją linię. De Maynes mimo bycia zagorzałym kawalerem, zgadza się pod warunkiem wybrania mu narzeczonej przez królową. Zostaje przedstawiony Aline de Gavrillac de Bourbon, jednej z podopiecznych królowej.
Tymczasem Andre Moreau, podopieczny ubogiego arystokraty de Valmorina, uniemożliwia ślub jego kochanki, teatralnej aktorki Lenore, z paryskim właścicielem masarni Vanneau. Andre chce, by jego drużbą został jego najlepszy przyjaciel – Philippe, syn de Valmorina wspierający idee równościowe. Phillipe jest poszukiwany przez ludzi króla, gdyż to on jest Marcusem Brutusem. Z pomocą Andre, Philippe niespostrzeżenie umyka z Paryża. Andre udaje się do swojego prawnika Fabiana, aby dowiedzieć się, dlaczego anonimowy sponsor podający się za jego ojca przestał wysyłać mu środki na utrzymanie. Gdy dowiaduje się, że jego ojcem jest hrabia Armand de Gavrillac, postanawia odwiedzić go w jego majątku koło Dieppe. W lasach Beuvry Andre spotyka się z Philippe’em, który zgubił Lenore. Jednak lekkoduszny Andre nie ma tu tego za złe, traktując związek z Lenore jako przelotny romas, i razem z przyjacielem kierują się do de Gavrillaców.
Po drodze Andre spotyka Aline i zakochuje się w pięknej pannie. Gdy jednak poznaje jej nazwisko, nie może przyznać się do swoich uczuć, zdając sprawę że Aline jest jego siostrą. Na miejscu okazuje się, że de Gavrillac umarł. Andre decyduje nie wyjawiać swej tożsamości Aline, nie chcąc szargać imienia ich ojca. W tawernie Phillipe zostaje schwytany przez kawalerów de Maynesa, który wykpiwa jego ideały i uznaje go za tchórza, chcąc sprowokować go do pojedynku na szpady. Mimo ostrzeżeń Andre, Phillipe podejmuje się walki. De Maynes bawi się swoim niedoświadczonym przeciwnikiem, aż w końcu go zabija. Wściekły Andre atakuje, lecz również zostaje łatwo pokonany. Chwytając pistoletu, przysięga zabić de Maynesa w ten sam sposób, jak on zabił Philippe’a, po czym ucieka.
Andre zatrzymuje się u Aline, która informuje go o swoich zaręczynach z de Maynesem i pomaga mu uciec przed kawalerią pod wodzą de Chabrillaine’a. Ukrywając się w teatrze, Andre przywdziewa kostium Scaramuccii, dzięki czemu pozostaje nierozpoznany. W teatrze spotyka Lenore, która ma mu za złe ich niejasną relację. Od aktora grającego Scaramuccii dowiaduje się o Doutrevalu, mistrzu szermierki z Dijon szkolącym wyłącznie de Maynesa, rozpowszechniającym pamflety autorstwa Philippe’a Po konfrontacji Doutreval zgadza się potajemnie szkolić Andre. W tym samym czasie Andre dołącza wędrownej do trupy teatralnej Lenore, gdzie odgrywa postać Scaramuccii. Podczas jednej sesji treningowej niespodziewanie pojawia się de Maynes. Andre, chcąc ratować Doutrevala, oznajmia, że podał fałszywą tożsamość niczego nieświadomemu instruktorowi. Dochodzi do ponownego starcia, lecz Andre wciąż jest mniej uzdolniony.
Andre unika śmierci jedynie dzięki niespodziewanemu przybyciu Aline, co umożliwia mu ucieczkę z pomocą Doutrevala. Według niego zemsta blokuje rozwój umiejętności Andre. Doutreval, nie mogąc go już szkolić, poleca mu swojego mistrza – Perigore’a, uznanego za najlepszego szermierza we Francji. Wraz z trupą Andre przenosi się do Paryża, gdzie rozpoczyna naukę u Perigore’a. W mieście pojawiają się również Aline i de Maynes. Poleconego przez Perigore’a Andre zastaje doktor Dubuque, deputowany w nowo wybranym Zgromadzeniu Narodowym informujący, iż przedstawiciele stanu trzeciego giną z rąk z przedstawicieli arystokracji w prowokowanych pojedynkach. Andre przyjmuje miejsce zmarłego deputowanego, jako że de Maynes również jest członkiem Zgromadzenia Narodowego.
Andre codziennie przychodzi na obrady, chcąc wyzwać de Maynesa, wiecznie nieobecnego z powodu obowiązków służbowych, zaaranżowanych przez Aline, współpracującej z Lenore, aby chronić Andre, którego obie kochają. Arystokraci jednak nieustannie rzucają Andre wyzwania, które wygrywa, często zabijając przeciwników. Jeden z nich, de Chabrillaine ledwo uchodzi z życiem. De Maynes chce skonfrontować się z Andre, lecz Aline przekonuje go, by zamiast tego zabrał ją do teatru. Nie wiedzą, że w nim przedstawienie ma trupa Lenore i Andre wykorzystuje okazję do zemsty. W długim i wyczerpującym pojedynku na szpady de Maynes zostaje publicznie pokonany i upokorzony, jednak Andre nie ma serca go zabić. De Valmorin ujawnia, że Andre w rzeczywistości jest nieślubnym synem ojca de Maynesa, a de Gavrillac jako jego przyjaciel krył go. Wobec tego Andre może wziąć ślub z Aline. Lenore z kolei znajduje pocieszenie u pewnego oficera.

## Obsada
- Stewart Granger jako Andre Moreau
- Eleanor Parker jako Lenore
- Janet Leigh jako Aline de Gavrillac de Bourbon
- Mel Ferrer jako markiz Noel de Maynes
- Henry Wilcoxon jako kawaler de Chabrillaine
- Nina Foch jako Maria Antonina
- Richard Anderson jako Philippe de Valmorin / Marcus Brutus
- Robert Coote jako Gaston Binet
- Lewis Stone jako Georges de Valmorin
- Elisabeth Risdon jako Isabelle de Valmorin
- Howard Freeman jako Michael Vanneau
- Curtis Cooksey jako Fabian
- John Dehner jako Doutreval
- John Litel jako doktor Dubuque
- Owen McGiveney jako Punchinello
- Richard Hale jako Perigore
- Aram Katcher jako Napoleon Bonaparte

i inni